# Dylan Vox
Dylan Vox (* 25. Dezember 1974 in Atlanta), Pseudonym Brad Benton, ist ein US-amerikanischer Schauspieler und Pornodarsteller.

## Leben
Vox ist als Schauspieler und Pornodarsteller in den Vereinigten Staaten tätig. Er erhielt bedeutende Preise der US-amerikanischen Pornoindustrie. Als Schauspieler war er in einer Reihe von The-Asylum-Produktionen zu sehen.

## Filmografie (Auswahl)
- 2007–2009: The Lair
- 2009: The Crystal Lake Massacres Revisited
- 2009: The Cypherian
- 2009: Zombo
- 2010: Mega Shark vs. Crocosaurus
- 2010: Old-Time Tent Revival
- 2010: Shut Up and Kiss Me
- 2010: Titanic 2 – Die Rückkehr
- 2010: Virus X
- 2011: Battle of Los Angeles
- 2011: 18 und immer noch Jungfrau
- 2011: Aliens vs. Avatars
- 2011: I Want to Get Married
- 2011: Keeping Up with The Kartrashians
- 2011: Longhorns
- 2011: Lovesick Captivity
- 2011: Showgirls 2: Penny’s from Heaven
- 2011: Supershark
- 2011: Vampire Boys
- 2011: Backfire
- 2012: 40 Days and Nights
- 2012: A Christmas Wedding Date
- 2012: All About Christmas Eve
- 2012: Hatfields and McCoys: Bad Blood
- 2012: I Was a Teenage Suicide
- 2012: Jersey Shore Shark Attack
- 2012: Kollisionskurs – Blackout im Cockpit (Collision Course)
- 2012: Lizard Man
- 2013: Attila
- 2013: Collision Course
- 2013: Summoned
- 2013: The Brides of Sodom
- 2013: The Ghost Speaks
- 2014: After Midnight
- 2014: Apocalypse Pompeii
- 2014: Golden Winter 2 – Die Katzen sind los (Santa Claws)
- 2014: Hercules Reborn
- 2014: The Legend of Sleeping Beauty – Dornröschen (Sleeping Beauty)
- 2016: Dead 7 – Sie sind schneller als der Tod (Dead 7)
- 2016: Trolland – Das Geheimnis liegt zu euren Füßen (Trolland, Animationsfilm; Sprechrolle)
- 2017: Troy: The Odyssey
- 2018: Triassic World (Fernsehfilm)
- 2019: Die Weihnachtskönigin – (K)ein Like zum Fest (A Beauty & the Beast Christmas)
- 2020: Homeward – Finde deine Bestimmung (Homeward, Animationsfilm; Sprechrolle)
- 2024: Witch Hunter – Der Hexenjäger (Witch Hunter)

## Preise und Auszeichnungen (Auswahl)
- 2004: GayVN Awards, Bester Nebendarsteller in „There Goes the Neighborhood“
- 2005:	GayVN Awards, Bester Nebendarsteller in „Jet Set Direct: Take One“
- 2002: Grabby Awards, Bester Newcomer
- 2002:	Grabby Awards, Bestes Duo Sex Szene in „Carnal Intentions“
- 2004:	Grabby Awards, Bester Darsteller
- 2004:	Grabby Awards, Bester Nebendarsteller in "There Goes the Neighborhood
- 2005: Grabby Awards, Bester Darsteller in „Wet Palms“
- 2005: Grabby Awards, Beste Three-Way Sex Szene in „Buckleroos: Part II“
- 2005: Grabby Awards, Hottest Versatile Darsteller
- 2006: Grabby Awards, Bester Darsteller
- 2006: Grabby Awards, Beste Solo Sex Szene in „Dirty Little Sins“